# Uruguay az 1952. évi nyári olimpiai játékokon
Uruguay a finnországi Helsinkiben megrendezett 1952. évi nyári olimpiai játékok egyik részt vevő nemzete volt. Az országot az olimpián 9 sportágban 32 sportoló képviselte, akik összesen 2 érmet szereztek.

## Érmesek
| Érem  | Versenyző | Sportág    | Versenyszám  |
| ----- | --- | ---------- | ------------ |
| Bronz | Miguel Seijas Juan Rodríguez | Evezés     | Kétpárevezős |
| Bronz | Nemzeti válogatott Martín Acosta y Lara Enrique Baliño Víctor Cieslinskas Héctor Costa Nelson Demarco Héctor García Roberto Lovera Adesio Lombardo Tabaré Borges Sergio Matto Wilfredo Peláez Carlos Roselló | Kosárlabda | Férfi        |

## Atlétika
Férfi
| Versenyző       | Versenyszám | Selejtező | Selejtező | Döntő    | Döntő    |
| Versenyző       | Versenyszám | Eredmény  | Helyezés  | Eredmény | Helyezés |
| --------------- | ----------- | --------- | --------- | -------- | -------- |
| Hércules Azcune | Magasugrás  | 180 cm    | 32.*      | kiesett  | kiesett  |

Női
| Versenyző       | Versenyszám   | Selejtező | Selejtező | Döntő    | Döntő    |
| Versenyző       | Versenyszám   | Eredmény  | Helyezés  | Eredmény | Helyezés |
| --------------- | ------------- | --------- | --------- | -------- | -------- |
| Estrella Puente | Gerelyhajítás | 40,10 m   | 11.       | 41,44 m  | 10.      |

* - egy másik versenyzővel azonos eredményt ért el

## Evezés
| Versenyző                    | Versenyszám  | Előfutam | Előfutam | Vigaszág | Vigaszág | Elődöntő | Elődöntő | Vigaszág | Vigaszág | Döntő   | Döntő   |
| Versenyző                    | Versenyszám  | Idő      | Hely.    | Idő      | Hely.    | Típus    | Idő      | Hely.    | Típus    | Idő     | Hely.   |
| ---------------------------- | ------------ | -------- | -------- | -------- | -------- | -------- | -------- | -------- | -------- | ------- | ------- |
| Eduardo Risso                | Egypárevezős | 7:52,0   | 2.       |          |          | 8:05,9   | 3.       | 7:50,5   | 3.       | kiesett | kiesett |
| Miguel Seijas Juan Rodríguez | Kétpárevezős | 7:06,9   | 2.       |          |          | 8:04,0   | 4.       | 7:01,7   | 1.       | 7:43,7  |         |

## Kerékpározás

### Országúti kerékpározás
| Versenyző                                                            | Versenyszám | Eredmény              | Helyezés      |
| -------------------------------------------------------------------- | ----------- | --------------------- | ------------- |
| Hugo Machado                                                         | Egyéni      | 5:23:33,7 (+17:30,3)  | 39.           |
| Virgilio Pereyra                                                     | Egyéni      | 5:22:33,4 (+16:30,0)  | 33.           |
| Luis Ángel de los Santos                                             | Egyéni      | 5:22:34,3 (+16:30,9)  | 38.           |
| Julio Sobrera                                                        | Egyéni      | nem ért célba         | nem ért célba |
| Virgilio Pereyra Luis Ángel de los Santos Hugo Machado Julio Sobrera | Csapat      | 16:08:41,4 (+47:54,8) | 13.           |

### Pálya-kerékpározás
| Versenyző                | Versenyszám     | Eredmény | Helyezés |
| ------------------------ | --------------- | -------- | -------- |
| Luis Ángel de los Santos | 1000 m időfutam | 1:17,0   | 19.      |

| Versenyző                                                         | Versenyszám          | Selejtező | Selejtező | Negyeddöntő  | Negyeddöntő | Elődöntő     | Elődöntő  | Döntő        | Döntő     | Helyezés |
| Versenyző                                                         | Versenyszám          | Idő       | Hely.     | Ellenfél Idő | Saját idő   | Ellenfél Idő | Saját idő | Ellenfél Idő | Saját idő | Helyezés |
| ----------------------------------------------------------------- | -------------------- | --------- | --------- | ------------ | ----------- | ------------ | --------- | ------------ | --------- | -------- |
| Luis Ángel de los Santos Luis Serra Atilio François Juan de Armas | Csapat üldözőverseny | 4:58,9    | 12.       | kiesett      | kiesett     | kiesett      | kiesett   | kiesett      | kiesett   | 12.      |

## Kosárlabda
- Martín Acosta y Lara
- Enrique Baliño
- Víctor Cieslinskas
- Héctor Costa
- Nelson Demarco
- Héctor García
- Roberto Lovera
- Adesio Lombardo
- Tabaré Borges
- Sergio Matto
- Wilfredo Peláez
- Carlos Roselló

### Eredmények
1. csoport
| Csapat           | JM | GY | V | DP  | KP  | +/- | PT |
| ---------------- | -- | -- | - | --- | --- | --- | -- |
| Egyesült Államok | 3  | 3  | 0 | 195 | 139 | +56 | 6  |
| Uruguay          | 3  | 2  | 1 | 167 | 164 | +3  | 5  |
| Csehszlovákia    | 3  | 1  | 2 | 161 | 164 | -3  | 4  |
| Magyarország     | 3  | 0  | 3 | 143 | 199 | -56 | 3  |

| 1952. július 25. | Uruguay (URU) | 53–51 | Csehszlovákia |  |
| 1952. július 25. | (32–32)       |       |               |  |

| 1952. július 26. | Uruguay (URU) | 70–56 | Magyarország |  |
| 1952. július 26. | (36–33)       |       |              |  |

| 1952. július 27. | Egyesült Államok (USA) | 57–44 | Uruguay |  |
| 1952. július 27. | (32–27)                |       |         |  |

Negyeddöntő
A csoport
| Csapat        | JM | GY | V | DP  | KP  | +/- | PT |
| ------------- | -- | -- | - | --- | --- | --- | -- |
| Uruguay       | 3  | 2  | 1 | 194 | 187 | +7  | 5  |
| Argentína     | 3  | 2  | 1 | 226 | 174 | +52 | 5  |
| Bulgária      | 3  | 1  | 2 | 177 | 220 | -43 | 4  |
| Franciaország | 3  | 1  | 2 | 178 | 194 | -16 | 4  |

| 1952. július 28. | Franciaország (FRA) | 68–66 | Uruguay |  |
| 1952. július 28. | (38–30)             |       |         |  |

| 1952. július 29. | Uruguay (URU) | 62–54 | Bulgária |  |
| 1952. július 29. | (35–27)       |       |          |  |

| 1952. július 30. | Uruguay (URU) | 66–65 | Argentína |  |
| 1952. július 30. | (39–31)       |       |           |  |

Elődöntő
| 1952. július 31. | Szovjetunió (URS) | 61–57 | Uruguay |  |
| 1952. július 31. | (31–28)           |       |         |  |

Bronzmérkőzés
| 1952. augusztus 1. | Uruguay (URU) | 68–59 | Argentína |  |
| 1952. augusztus 1. | (31–24)       |       |           |  |

| Csapat  | Helyezés |
| ------- | -------- |
| Uruguay |          |

## Ökölvívás
| Versenyző   | Versenyszám | Selejtező                 | Nyolcaddöntő      | Negyeddöntő       | Elődöntő          | Döntő             | Helyezés |
| Versenyző   | Versenyszám | Ellenfél Eredmény         | Ellenfél Eredmény | Ellenfél Eredmény | Ellenfél Eredmény | Ellenfél Eredmény | Helyezés |
| ----------- | ----------- | ------------------------- | ----------------- | ----------------- | ----------------- | ----------------- | -------- |
| Luis Albino | Könnyűsúly  | Juhász István (HUN) · 0-3 | kiesett           | kiesett           | kiesett           | kiesett           | 17.      |

## Öttusa
| Versenyző        | Versenyszám | Lovaglás | Lovaglás | Lovaglás | Vívás    | Vívás | Vívás | Lövészet | Lövészet | Úszás  | Úszás | Futás   | Futás | Összesen    | Összesen |
| Versenyző        | Versenyszám | Idő      | Pont     | Hely.    | Győzelem | Dupla | Hely. | Pontszám | Hely.    | Idő    | Hely. | Idő     | Hely. | Összes pont | Helyezés |
| ---------------- | ----------- | -------- | -------- | -------- | -------- | ----- | ----- | -------- | -------- | ------ | ----- | ------- | ----- | ----------- | -------- |
| Américo González | Egyéni      | 12:10,1  | 35       | 43.      | 9        | 7     | 51.   | 164      | 41.      | 6:04,7 | 45.   | 16:20,8 | 32.   | 212         | 49.      |
| Lem Martínez     | Egyéni      | 11:49,7  | 53       | 39.      | 22       | 3     | 25.   | 136      | 47.      | 5:18,8 | 35.   | 17:10,8 | 41.   | 187         | 43.      |
| Alberto Ortíz    | Egyéni      | 10:32,6  | 96       | 22.      | 16       | 8     | 44.   | 190      | 2.       | 5:51,4 | 43.   | 15:35,8 | 15.   | 126         | 26.      |

| Versenyző                                   | Versenyszám | Lovaglás | Lovaglás | Vívás | Vívás | Lövészet | Lövészet | Úszás | Úszás | Futás | Futás | Összesen    | Összesen |
| Versenyző                                   | Versenyszám | Pont     | Hely.    | Pont  | Hely. | Pont     | Hely.    | Pont  | Hely. | Pont  | Hely. | Összes pont | Helyezés |
| ------------------------------------------- | ----------- | -------- | -------- | ----- | ----- | -------- | -------- | ----- | ----- | ----- | ----- | ----------- | -------- |
| Alberto Ortíz Lem Martínez Américo González | Csapat      | 101      | 14.      | 114   | 14.   | 84       | 12.      | 113   | 14.   | 83    | 12.   | 495         | 13.      |

## Úszás
Férfi
| Versenyző         | Versenyszám  | Előfutam | Előfutam | Előfutam | Elődöntő | Elődöntő | Elődöntő | Döntő   | Döntő    |
| Versenyző         | Versenyszám  | Idő      | Hely.    | Össz.    | Idő      | Hely.    | Össz.    | Idő     | Helyezés |
| ----------------- | ------------ | -------- | -------- | -------- | -------- | -------- | -------- | ------- | -------- |
| Eduardo Priggione | 400 m gyors  | 5:12,1   | 4.       | 40.      | kiesett  | kiesett  | kiesett  | kiesett | kiesett  |
| Eduardo Priggione | 1500 m gyors | 21:11,9  | 7.       | 32.      |          |          |          | kiesett | kiesett  |

## Vitorlázás
| Versenyző    | Versenyszám | Futam | Futam | Futam | Futam | Futam | Futam | Futam | Pontszám | Helyezés |
| Versenyző    | Versenyszám | 1     | 2     | 3     | 4     | 5     | 6     | 7     | Pontszám | Helyezés |
| ------------ | ----------- | ----- | ----- | ----- | ----- | ----- | ----- | ----- | -------- | -------- |
| Eugenio Lauz | Finn dingi  | 548   | 318   | 469   | 150   | 402   | 434   | 226   | 2397     | 20.      |

## Vívás
Férfi
| Versenyző      | Versenyszám | 1. forduló | 1. forduló | 2. forduló | 2. forduló | Elődöntő            | Elődöntő | Döntő               | Döntő   |
| Versenyző      | Versenyszám | Ellenfelek Eredmény | Hely.      | Ellenfelek Eredmény | Hely.      | Ellenfelek Eredmény | Hely.    | Ellenfelek Eredmény | Hely.   |
| -------------- | ----------- | --- | ---------- | --- | ---------- | ------------------- | -------- | ------------------- | ------- |
| Sergio Iesi    | Tőr, egyéni | Bo Eriksson (SWE) · Nicolae Marinescu (ROU) · Norman Casmir (GER) · Harry Thuillier (IRL) · Jock Gibson (AUS) · 2-3 (17)                 | 4.         | Giancarlo Bergamini (ITA) · Mahmoud Younes (EGY) · Albie Axelrod (USA) · Jerzy Pawłowski (POL) · Kurt Lindeman (FIN) · Félix Galimi (ARG) · 1-5 (25) | 7.         | kiesett             | kiesett  | kiesett             | kiesett |
| Ricardo Rimini | Tőr, egyéni | Vasile Chelaru (ROU) · Nate Lubell (USA) · Benito Ramos (MEX) · Mark Midler (URS) · Karl Bach (SAA) · Augusto Gutiérrez (VEN) · 0-4 (20) | 6.*        | kiesett | kiesett    | kiesett             | kiesett  | kiesett             | kiesett |

* - egy másik versenyzővel azonos eredményt ért el